# Stuttgarter Filmwinter
Seit 1987 veranstaltet der Stuttgarter Verein Wand 5 den Stuttgarter Filmwinter mit dem Ziel, ein Forum für den unabhängigen, künstlerischen Film zu schaffen und die Kommunikation zwischen Publikum und Künstlern anzuregen. War der Stuttgarter Filmwinter zunächst ein reines Filmfestival, so kamen 1995 zur Präsentation von Kurz-, Experimentalfilmen und Videoarbeiten auch die ersten Internetprojekte hinzu, die als Wettbewerb für Neue Medien fester Bestandteil des Stuttgarter Filmwinters geworden sind. Das Bild des Festivals wird zunehmend durch neue mediale Mischformen und Installationen geprägt. Ein Preis für Medien im Raum, der ab 2001 verliehen wird, unterstreicht die künstlerische Bandbreite zwischen klassischem Experimentalfilm und Videokunst, Net art und Offline-Projekten, Club Event und Medieninstallation.
Zudem hat das Festival seit einigen Jahren auch eine eigene Sektion für Kinder, den FiWi für Kids. Kinder ab sechs Jahren sollen einen Einblick in Filmtechniken erhalten und auch spielerisch angeregt werden, sich kritisch mit dem Medium Film auseinanderzusetzen.
Der Stuttgarter Filmwinter ist eines der bedeutendsten Festivals für Film und Medienkunst in Europa.

## Preise

### Norman
Der Preis der Jury für Film- und Videoarbeiten in Höhe von 4.000 Euro. Dieser wird von der Landeshauptstadt Stuttgart gestiftet. 2003 hieß der Preis Not Norman.

#### Preisträger
- 1999: Leuchtturm der Leidenschaft von Nikolaus Buchholz
- 2000: Ein Wunder von Stanisław Mucha
- 2001: Removed von Naomi Uman
- 2002: Das schlafende Mädchen von Corinna Schnitt
- 2003: Wie ich ein Höhlenmaler wurde von Jan Peters
- 2004: Banlieue du vide von Thomas Köner
- 2008: Part Time Heroes von Mara Mattuschka & Chris Haring
- 2009: Gravity von Nicolas Provost
- 2010: HYPN von Philippe Rouy
- 2011: Die Klappe von Stanisław Mucha  +  Real Snow White von Pilvi Takala
- 2012: Omokage (Remains) von Maki Satake
- 2013: Kreis Wr. Neustadt von Johann Lurf und Unusual Red Cardigan von John Smith
- 2014: Duminica von Sinziana Nicola
- 2015: Demontable von Douwe Dijkstra und In Other Words von Daniel Burkhardt
- 2016: Approaching the Puddle von Sebastian Gimmel
- 2017: Dann muss es ja ein was weiß ich was Gutes geben von Florian Dedek
- 2018: Balada de um Batráquio von Leonor Teles
- 2019: Confluence von Benjamin Ramírez Pérez & Stefan Ramírez Pérez
- 2020: Wax Museum von Mike Hoolboom & Alena Koroleva  +  Omarksa von Varmum Sasindran
- 2021: Na krancu miasta von Daria Kaperek  +   [ˈzi:lo]5 von Kerstin Honeit
- 2022: One Thousand and One Attempts to Be an Ocean von Wang Yuan +  KLITCLIQUE - Zu zweit von Anna Spanglang & KLITCLIQUE
- 2023: Aribada von Simon(e) Jaikiriuma Paetau & Natália Escobar
- 2024: Valley Pride von Lukas Marxt
- 2025: Déjà Nu von Rolf Hellat

#### Lobende Erwähnung
- 2000: Mitchavim von Viacheslav Lesov
- 2004: U von Yuri A.
- 2009: Rucak von Ana Husman und Tutkijat von Anssi Kasitonni
- 2010: Flieg von Stefan Möckel und Wrestling with my father von Charles Fairbanks
- 2013: Hermeneutics von Alexei Dmitriev
- 2014:  Buffalo Death Mask von Mike Hoolboom und Adelshingst von Sofia Priftis & Linus Hartin  +  It was a Day like any other in Spring and Summer von Selma Doborac
- 2015: Twelve Tales Told von Johann Lurf und Dust Poetry von Nan Wang
- 2016: Alianation von Laura Lemus
- 2017: Discontinuity von Lori Felker
- 2018: My castle is your castle von Kerstin Honeit
- 2019: Deine Telefonnummern ertrinken von Michel Klöfkorn
- 2021: Flüssige Wesenszüge einer Bildapparatur von Vera Sebert  +  2021: Hard-Headed Harmony von Michael Heindl
- 2022: Land of Glory (Pannónia Dicsérete) von Borbála Nagy  +  Bant von Zeynep Ece Elcin Yılmaz
- 2023: Januar, 28-30 von Jan Peters
- 2024: 나는 말이다 (Naneun Mallida) / I Am a Horse von Chaerin Im
- 2025: De Imperio von Alessandro Novelli

### Team-Work-Award
Die Firma Ritter Sport vergibt für eine Film- oder Videoproduktion, die von einem Team realisiert wurde, einen Preis in Höhe von 2.000 Euro.

#### Preisträger
- 1996: Das andere Universum des Klaus Beyer von Georg Maas
- 1999: 3-LEGGED von John Wood und Paul Harrison und BABY-CUE von Hazel Griam
- 2000: Forever in the Wake of the Sun von Daniel Lebedey und Alex Dobrov als Blue Soup Group
- 2001: Can I Be Your Bratwurst, Please? von Rosa von Praunheim
- 2002: Apple Grown in Wind Tunnel von Steven Matheson
- 2003: Happy Problem von Eva Könnemann
- 2004: 99 Years of my Life von Marja Mikkonen  +  Berlin, den 17. Mai 2003 – Videobrief an Rigoletti von Felicia Zeller und Rigoletti
- 2005: Klappling von Franz Wanner
- 2008: Harrachov von Matt Hulse & Joost van Veen  +  Un dimanche à Pripiat (A Sunday in Pripyat) von Frederic Cousseau & Blandine Huk
- 2009: Failed von Lauren McCorkindale
- 2010: Corners von Derek Roberts
- 2011: Thomas, Thomas von Corinna Liedtke
- 2012: The Centrifuge Brain Project von Till Nowak
- 2013: Family von Yuri A.
- 2014: Houle Sentimentale von Tom Boccara
- 2015: Living Room, Kitchen, Bedroom, Children's Room von Meirav Heiman
- 2016: Ten 10 von Marta Jurkiewicz
- 2017: The Double von Roy Villevoye von Jan Dietvorst
- 2018: Schwarze Welle von Mariola Brillowska
- 2019: Russa von João Salaviza & Ricardo Alves Jr.
- 2020: Souvenir von Miriam Gossing & Lina Sieckmann
- 2021: The peepul tree von Sonja Feldmeier  +  Masel Tov Cocktail von Arkadij Khaet, Merle Kirchhoff & Mickey Paatzsch
- 2022: Blastogenesis X von Conrad Veit & Charlotte Maria Kätzl
- 2023: Las Flores von Miguel Goya & Tina Wilke
- 2024: Buurman Abdi / Neighbour Abdi von Abdiwahab Ali & Douwe Dijkstra
- 2025: Aus der Ferne von Hoàng Quỳnh Nguyễn & Benjamin Hujawa

#### Lobende Erwähnung
- 2001: Siostry von Paweł Łoziński
- 2003: Poloiset ja pranormali (Die Armen und das Paranormale), Poloiset ja pimeyden sydän (Die Armen im Herzen der Finsternis) und Marietta – The Nothern Odyssey von Sami Hantula
- 2009: Scandale von Gabrielle Reiner
- 2012: Stuck in a Groove von Clemens Kogler und Smolarze (Charcoal Burners) von Piotr Zlotorowicz
- 2015: Holz Einräumen von Simon Spitzer
- 2025: Honeymoon von Alkis Papastathopoulos

### 2 Minutes Short Film Award
Seit 2013 wird der 2 Minutes Short Film Award verliehen. Er ist mit 1.500.- Euro dotiert.

#### Preisträger
- 2013: Permanent Smile von Oliver Mohr und Sub von Anna-Katharina Henning
- 2014: Division von Johan Rijpma
- 2015: An Animation About A Rabbit von Chris MacFarlane und The Meeting von Katarzyna Guzowska und Stephi Meyer
- 2016: The Beatles, Peter and me von Eva Becker
- 2017: Asylum von Hanna Arvela
- 2018: Three dots von Dasle Seok
- 2019: Blastogenesis II von Conrad Veit
- 2020: Where I don't meet you (Side B) von Charlotte Clermont und Static Bombay von Savyasachi Anju Prabir
- 2021: La Chichigua von Laura Sanz und Message to heaven von Vitalii Shuplyak
- 2022: Bleiwüste von Vera Sebert
- 2023: Rain in the city von Otto Rissanen und Magnification Extended Present von Lorenzo Papanti
- 2024: Nerval's Fugue von Chris Furby
- 2025: The biggest mistake of comrade stalin von Péter Vadócz

#### Lobende Erwähnung
- 2021: Regarder Passer Les Avions / Watching the Planes Go By von Bastien Philippe und Marion Bideplan
- 2022: Deep Waters von Islam Elnebishy
- 2024: A Night at the Movies von Gabriel Tempea
- 2025: A D H S Short von Franziskus Bries

### Publikumspreise
Die Publikumspreise für den besten Kurzfilm und die beste Installation werden in Höhe von jeweils 250 Euro gestiftet. Die Preise werden vom Publikum für den besten Kurzfilm und für die beste Installation im Internationalen Wettbewerb vergeben. Die Abstimmung im Bereich Film erfolgt per Stimmkarten, die zu den jeweiligen Vorstellungen ausgegeben werden. Die Abstimmung im Bereich „Medien im Raum“ und „On-/Offline“ erfolgt per Stimmlisten, die an den jeweiligen Ausstellungsorten ausgelegt werden.

#### Preisträger
- 2001: Gruppenarbeit werkleitz.com um Martin Conrads  +  die 'CD-Rom Never Know von Katharina Blühm
- 2003: Swapped von Pierre Monnard  +  This Is A Magazine von Andy Simionato & Karen Ann Donnachie (DASDING-Publikumspreis Internet)
- 2004: Bad Mind Time* von Joey Bargsten (DASDING-Publikumspreis Internet)  +  Berlin, den 19. Mai 2003 – Videobrief von Rigoletti von Rigoletti M
- 2009: Running Sushi von Mara Mattuschka und Chris Haring (Gewinner Kurzfilm)  +  Don’t Touch von Johanna Smiatek (Gewinner Medien im Raum)
- 2010: Corners von Derek Roberts (Gewinner Kurzfilm) +  Automatic Moving Company AMC von Juan Rey u. a.

### Wand 5-Ehrenpreis
Eine Trophäe der europäischen Medienwelt wird vergeben: Der Wand 5 - Ehrenpreis für den unglaublichsten Kurzfilm und die tollste Multimediainstallation!

#### Preisträger
- 2001: Der Wand 5-Ehrenpreis Die Über Null-Trophäe für Outer Space von Peter Tscherkassky
- 2002: Die Wand 5-Ehrenauszeichnung Wanda „Dandelion“ Award für Je changerais d’avis von Benny Nemerofsky Ramsay
- 2003: Der Wand 5-Ehrenpreis für Imitations of Life von Mike Hoolboom und für Soldat Soldat von Stefan Möckel
- 2008: Der Wand 5-Ehrenpreis für Curtea de Arges von Ulrike Ostermann und Chinese Whispers von Daniel Aschwanden und Peter Stamer
- 2009: Der Wand 5-Ehrenpreis Expanded Wolpertinger für Sorry Curator von Annette Hollywood (Gewinner Kurzfilm)
- 2010: Der Wand 5-Ehrenpreis Expanded Namby Pamby für Film für On the Way to the Theatre, We egged a TransAm von Nathaniel Sullivan
- 2012: Kursdorf von Michael Schwarz
- 2013: Der Wand 5-Ehrenpreis Der Neue-Oskar-Barnack-Preis für Las Palmas von Johannes Nyholm
- 2014: Stay the same von Sam Firth
- 2015: Najwyzszy (The Supreme) von Katarzyna Gondek
- 2016: «[…] craving for narrative» lässt sich einfach nicht gut übersetzen von Max Grau
- 2017: Dear Lorde von Emily Vey Duke und Cooper Battersby
- 2018: La disco resplandece von Chema Garcí Ibarra
- 2019: Au! Au! Shark Something Is Very Heavy von Elizaveta Ostapenko, Daria Kochetkova, Marina Shtyk & Anastasia Prakhova
- 2020: Kaksi Ruumista Ranalla von Anna Paavilainen
- 2021: Waithood von Louisiana Mees
- 2022: Another Awaiting Stone von Kanthy Peng
- 2023: Wassermusik von Captain Fiffy (Olivia Artner, Gary Berger, Naima Noelle)
- 2024: St. Mickeyland von Ulu Braun
- 2025: La Trampa von Ferney Iyokina Gittoma

#### Lobende Erwähnung
- 2015: Just Kids Left Alive On The Road von Clara Winter und Miguel Ferraez

### Expanded Media Preis für Medien im Raum
Der Preis der Jury für Medien im Raum (Installationen) in Höhe von 1.500 Euro.

#### Preisträger
- 2001: Projekt in/outSite von Ursula Damm
- 2002: Kymatische Kinematek von Matthias Fitz
- 2003: Heroes von Oliver Pietsch  +  G.G. Moebius von Matthew Evans
- 2004: Framedrucker von Tina Tonagel
- 2006: 13terStock von Florian Thalhofer und Kolja Mensing
- 2008: 50.000.000 can´t be wrong von Susanne Bürner  +   Deep Woods von Alison O`Daniel
- 2009: INPUT/OUTPUT von Britta Fehrmann  +  DIE WELT von Katz & Fuchs
- 2010: My Name Is 192.168.159.16 von Varvara Guljajeva & Mar Canet Sola  +  Fünf für Blumfeld von Hubert Steins
- 2011: Facades of Crisis: Outside/In, Volumenexpress von Veronika Susanne Bökelmann & Anett Vietzke
- 2012: [1ALL] von Anne Peters
- 2013: Triangular Stories von Henrike Naumann
- 2014: Hilarious Dialogue with Alice - 118 Turns von Fabian Kühfuß
- 2015: Wir waren sehr Glücklich von Agnes Jänsch
- 2016: Justice has been done! von Franz Reimer
- 2017: Barents (Mare Incognitum) von HC Gilje
- 2018: City and Birds von Matthias Fritsch
- 2019: Quake von Aaike Stuart
- 2020: Erinnerungslücken / Innere Sicherheit von Katharina Kohl
- 2021: Dim von Kuo Hsin-Hui
- 2022: Den of wolve von Jonathan Monaghan
- 2023: Pink Slime Caesar Shift: Electropore von Jen Liu
- 2024: The Fight von Susanna Hanna
- 2025: Landscapes in Zurich von Tsz Hei Fung

#### Lobende Erwähnung
- 2000: Fabrikverkauf, Website von Frieder Rusmann  +  Bubbles eine CD-Rom von Hiromitsu Murakami
- 2001: Installation Testfilm for Festivals
- 2002: Installation Uh… von Gary Goldberg
- 2004: Circulez y'a rien a voir von Cecile Babiole
- 2011: 99 Beautiful von Tessa Knapp
- 2012: Human Ontology von Heli Konttinen und Das Wachtel-Starter-Set von Anja Saran
- 2013: Street Scripts von Mirko Martin
- 2016: Imaginary City von Julia Weißenberg
- 2017: Whiteout von Daniel Burkhardt
- 2024: Do you see von Amal Zen
- 2025: Grosse von Giulia Brusco

### Expanded Media Preis für On-/Offline
Der Preis der Jury für On-/Offline in Höhe von 500 Euro für eine unabhängig produzierte künstlerische Arbeit, welche On- oder Offlinemedien nutzt. 2012 ist diese Kategorie in Network Culture aufgegangen.

#### Preisträger
- 1999: Internetprojekt (URL)bano von Tomás García Ferrari & Carolina Short von der Gruppe (bi)gital  +  CD-Rom Projekt Mut der Ahnungslosen von Marion Pfaus und Felicia Zeller alias Rigoletti M und Lotio F
- 2000: CD-Rom Die Stadt der toten Dichter von Chiho Hoshino +  CD-Rom Permanent Flux von de Balie +  Website I-Section von Friederike Paetzold
- 2002: CD-Rom Bürger Omega 57 von Gunnar Peter  +  die Symbiosis von Eric Deis (per Publikumsabstimmung im Internet)
- 2003: Stummfilm für Gehörlose von Michael Brynntrup  +  Grey Area von Frederike Paetzold  +  für die CD-Rom The Missing Corpse von Eunjung Hwang in Verbindung mit ihrer Installation Monsters of Time
- 2004: Stazoskopische Felder von Hannes Niepold  +  Googlehouse von Marika Dermineur & Stéphane Degoutin  +  Machines Will Eat Itself von Franz Alken
- 2009: BOOTCLIPSE von Dennis Knopf  + TRIPTYCH.TV von jimpunk, abe linkoln & mrtamale
- 2010: wahl11.de, Fußball und Demokratie von Marion Pfaus  +  Last Midi Background von Sebastian Schmieg
- 2011: Huis Clos / No Exit – On Translation von Annie Abrahams

### Expanded Media Preis für Network Culture
Seit 2012 wird der Bereich On-/Offline unter Network Culture fortgeführt. Der Expanded Media Preis für Network Culture (Preis für Netzwerkaktivitäten, Netzkunst, Interventionen im öffentlichen und virtuellen Raum) ist mit 750.- Euro dotiert. 2025 ist diese Kategorie in den Expanded Media Preis für Medien in Raum übergegangen.

#### Preisträger
- 2012: Administrative Maximum: Towards The End Of The Broadcast von Benjamin Rosenthal
- 2013: Social Network ID Card von Tobias Leingruber
- 2014: dead-in-iraq von Joseph DeLappe
- 2015: scare mail von Benjamin Grosser
- 2016: The Mailman's Bag von Esther Polak & Ivar van Bekkum
- 2017: Megacorp von KairUs (Linda Kronman & Andreas Zingerle)
- 2018: Blue Vessel von Liliana Farber
- 2019: Unersable images von Winnie Soon
- 2020: Bystander von Liu Chang
- 2021: Project.Fail: ERROR 404 von Alice Nogueira & Ana Clara Montenegro
- 2022: Falling von Sandrine Deumier
- 2023: The Mechanics of fluids von Gala Hernández
- 2024: Evolution, Prototype 1 von Marc Lee

#### Lobende Erwähnung
- 2002: CD-Rom Juvenate von Michelle Glaser  +  die CD-Rom mit dem High-Speed Shutter Spielfilm von Adam Levndai
- 2004: Cryptographever von k-hello.org und Generalnews von Daniela Alina Plewe
- 2011: The Last Days of Second Life von Susanne Berkenheger
- 2012: Google, One-Year Performance Piece von Johannes P. Osterhoff
- 2013: iPhone live von Johannes P. Osterhoff
- 2016: Drone Garden von Martin Reiche

### Buggles Award
Seit 2021 wird der Buggles Award verliehen, mit dem herausragende Musikvideos aus Baden-Württemberg ausgezeichnet werden. Eine Kommission mit Vertretern des Pop-Büro Region Stuttgart und dem Stuttgarter Filmwinter wählt die Wettbewerbsbeiträge aus. Der in Höhe von 1.000 Euro dotierte „Buggles Award – Landesmusikvideopreis“ wird an Regisseure von einer unabhängigen Jury in Rahmen des Festivals vergeben.
Zudem wird seit 2022 ein mit 500 Euro dotierter Online-Publikumspreis verliehen.

#### Preisträger
- 2021: Der Stuhlkreis von Ged Haney, Robert Steng und André Mohl, Musik: Rocket Freudental
- 2022: Heute nicht raus von Markus Schwingel, Musik: Yum Yum Club
- 2023: O Ewigkeit von Martina Wegner, Musik: Nero Feuerherdt, Lilith Becker
- 2024: Hush von Sabrina Schrey, Musik: Perigon
- 2025: Blessing von Alejandro Spano und Johannes Frick / Jon Darc, Musik: Johannes Frick / Jon Darc

#### Lobende Erwähnung
- 2021: Laharland von Katharina Wibmer, Musik: Portosol und Hinter unbewohnten Häusern von Duc-Thi Bui, Musik: Kaufmann Frust
- 2022: Flirren von Florian Siegert, Musik: Levin Goes Lightly
- 2023: Gravity von Duc-Thi Bui, Musik: Laima Adelaide und Big City Supercat von Raffael Kormann & Fabian Krauss, Musik: Jamhed
- 2024: Flee von Nana Hülsewig & Valentin Kemmner
- 2025: Headbanging von Florian Siegert, Musik: Levin Goes Lightly

#### Publikumspreis
- 2022: WiLD von dreifarbenpanda, Musik: MiDO (feat. Nadim)
- 2023: The Beauty & the Pain von Kim Hoss, Musik: Kids of Adelaide
- 2024: Thoughts And Prayers von Bernhard Seidt, Musik: ITCHY
- 2025: The Grand NEEVE Hotel von Felix Seyboth, Marius Spohrer, Ekaterina Gradoboeva, Musik: NEEVE

### Weitere Auszeichnungen
- 1998: Der Multimedia-Preis der Landeshauptstadt Stuttgart für den interaktiven Dokumentar-Thriller Berlin Connection (CD-ROM) von Eku Wand
- 1999: Die Ehrenauszeichnung Clandula, das permamutierende Gerät des Zentralen O.K. von Wand 5 für RESCUE SERIES: RETURN TO RESCUE WORLD von Torsten Burns & Anthony Kaufman von der Gruppe HalfLifers
- 2000: Die Wand 5-Auszeichnung Grace Hopper Bug für How Time Flies - Wie die Zeit fliegt von Sigrun Köhler & Wiltrud Baier (Böller & Brot)
- 2004: Target Blank Ehrenpreise für Pickles von Johan Karrento  +  My First TV Memory von Joseph Delappe
- 2009: Der Wand 5-Ehrenpreis Expanded Wolpertinger Audiovisuelles Klangkonzert von Laurenz Theinert und Friedemann Dähn (Gewinner Medien im Raum)
- 2010: Der Wand 5-Ehrenpreis Expanded Namby Pamby für Medienkunst für National Pastime von Jesse Magee

### Weitere Lobende Erwähnungen
- 1999: Filme SNOWWORLD von Annette Hanisch und THE INMATE von George Kuchar
- 2000: Filme Time Passes von Nelson Henricks, Ferment von Tim MacMillan, El Equipaje Abjerto von Javier Rebollo, Raus aus seinen Kleidern von Corinna Schnitt, Work and Progress von Vivian Ostrovsky & Yann Beauvais
- 2002: Sjitjod 2000+ von Märten Nillson & David Flamholc
- 2004: The Third Eyes Project von Takehito Etani